# Македонски алианс за европейска интеграция
Македонски алианс за европейска интеграция (МАЕИ) (на македонска литературна норма: Македонска алијанса за европска интеграција) е политическа партия на обявилите се за етнически македонци жители на Мала Преспа, Албания.
МАЕИ е формиран на 30 октомври 2004 г., с председател Едмонд Темелко. Партията действа в Мала Преспа, Корча, Билища, Поградец, Тирана, Елбасан, Драч, Гора и Голо бърдо.
На втория конгрес на МАЕИ в 2013 г. за прeдседател отново е избран Едмонд Темелко.
От септември 2019 г. председател на партията е Васил Стерьовски, преди това заместник-председател на партията, който същата година е избран в албанския парламент. Партията отрича, че в Албания е имало или има българи.
През август 2023 година Стерьовски е преизбран за председател на партията. Представя се като активен защитник на македонската идентичност и говори срещу „българизацията“. През април 2025 година става известно, че Васил Стерьовски има сръбско гражданство, лична карта и паспорт на Република Сърбия.
Химн на МАЕИ е песента „Народе македонски“.